# Protodiaspis parvula
Protodiaspis parvula är en insektsart som beskrevs av Cockerell 1898. Protodiaspis parvula ingår i släktet Protodiaspis och familjen pansarsköldlöss. Inga underarter finns listade i Catalogue of Life.